# Mullet MadJack
Mullet MadJack — одиночная компьютерная игра в жанре шутера от первого лица и roguelite, разработанная компанией Hammer95 Studios и изданная компанией Epopeia Games. Игра вышла на Windows 15 мая 2024 года.

## Игровой процесс
Игрок берёт на себя роль «модератора», Джека Банхаммера (англ. Jack Banhammer), у которого есть 10 секунд на прохождение каждого этажа, а дополнительное время даётся за убийство врагов, употребление банок с газировкой из уничтоженных торговых автоматов и выполнение добивающих приёмов по противникам с помощью различных предметов, найденных в округе. После смерти Джек перезапускается с последней контрольной точки, при этом все его апгрейды сбрасываются. Между этажами игрок может приобретать апгрейды и оружие. Среди доступного оружия есть револьвер, дробовик, винтовка, пистолет-пулемёт, рельсотрон, плазменная винтовка и элементальные катаны.
В игре есть несколько игровых режимов, среди которых: режим выживания и режим боёв с боссами (англ. boss rush). Режим боёв с боссами представляет собой кроссовер с Ultrakill.

## Сюжет
Действие игры происходит в 2095 году, в котором мир захватили «робиллионеры», а люди пристрастились к дофамину. Джек Банхаммер, «модератор», нанятый Peace Corp, отправляется спасать «Инфлюэнсера» из небоскрёба, заполненного убийцами-робиллионерами, в обмен на новую пару обуви.
Главный герой носит причёску в стиле маллет, что отражено в названии игры.

## Разработка
Разработчик Hammer95 Studios находится в Риу-Гранди-ду-Сул (Бразилия).

## Отзывы
| Сводный рейтинг    | Сводный рейтинг |
| Агрегатор          | Оценка          |
| ------------------ | --------------- |
| Metacritic         | 88/100          |
| OpenCritic         | 100%            |
| Иноязычные издания |                 |
| Издание            | Оценка          |
| Destructoid        | 9/10            |
| TouchArcade        | 4.5/5           |

Игра получила положительные отзывы на Metacritic. Зак Цвизен из Kotaku сказал: «Ещё лучше то, что игра является одной из лучших в 2024 году, благодаря её прочному построению мира, потрясающей графике и невероятно быстрому действию». Ник Крамер из IGN сказал: «Это одна из самых крутых игр жанра FPS, в которые я играл со времён Superhot». Зоуи Хэндли из Destructoid назвала её «моей любимой игрой, выпущенной в этом году».